# Urodus pulvinata
Urodus pulvinata is een vlinder uit de familie van de Urodidae. De wetenschappelijke naam van de soort is voor het eerst geldig gepubliceerd in 1923 door Meyrick.